# Алегроформи
Алегрофо́рми — скорочені та стягнені форми слів і словосполучень, які виникають у розмовній мові при прискореному темпі мовлення (з додатковими чинниками емоційного характеру). 
На алегрофомрми перетворюються частовживані та загальнозрозумілі слова, а також у результаті зрощення та різнопланового фонетичного скорочення й інших модифікацій виразів.

## Приклади алегроформ
Сучасний іменник цар — це алегроформа від слова цѢсарь (проміжна форма — цьсарь).
Багато алегроформ маємо серед особових імен:
- Кость — від Костянтин,
- Клим — від Климент,
- Хведь — від Хведір,
- Юр — від Юрій,
- Муся — від Маруся,
- Влад — від Владислав.